# Феминизм в буддизме

Символ феминистского движения — сжатый кулак (символ борьбы и сопротивления), заключённый в зеркало Венеры (символ женщины). Лиловый цвет фона — традиционный цвет феминизма.

Феминизм в буддизме — движение за равные права в рамках буддийской религиозной и философской традиции.
Основные вопросы в буддизме:
- Возрождение женских монашеских орденов;
- Установление нравственного и духовного равенства;
- Преодоление мужского доминирования в религиозной и мирской жизни и т. д.

## Основные положения
Буддийский феминизм — это относительно новое явление, что объяснятся слабо выраженной женской проблематикой в рамках буддийской традиции, что, напротив, характерно для авраамических религий. Некоторые исследователи замечают, что ряд феминистских идей созвучны с буддийской философией, что делает проблему положения женщин в данной религии не столь очевидной. Достопочтенная Дхаммананда часто подчёркивает, что Будда на самом деле был первым религиозным лидером своего времени, который ясно дал понять, что женщины могут достичь просветления так же, как мужчины. Однако, несмотря на то, что женщины были вовлечены в религиозную жизнь с самого начала буддизма, а в ряде ранних буддийских текстов мы находим аргументы за равенство между мужчиной и женщиной, исторически сложилось так, что буддийские институты были построены вокруг строгих гендерных правил. И даже сегодня во многих современных женских буддийских орденах монахини остаются под контролем мужчин-учителей.
Как самостоятельное направление буддийский феминизм и феминистская буддология появилась на Западе, преимущественно в Северной Америке 1970-80-х годов. Буддизм стал активно распространяться среди женщин, когда американские феминистки начали отходить от традиционных западному обществу религий, в частности от христианства. Буддизм в их представлении способствовал расширению прав женщин, постулируя равные духовные возможности. В то же время особое внимание стало уделяться буддийским текстам, в которых западные феминистки находили зачатки идей гендерного равноправия и социальной справедливости.
Тем не менее, с женским вопросом в буддизме всё было не так однозначно, как казалось на первый взгляд. Феминистский подход к изучению истории буддизма выявил две основные тенденции, в рамках которых развивалось отношение к женщине. Более популярным, но менее нормативным, было утверждение о том, что перерождение женщиной является менее удачным, потому что женщина больше страдает, чем мужчина и имеет меньше возможностей. Эта точка зрения в большей степени распространена в Азии, тогда как среди западных буддистов она не столь популярна. Вторая тенденция настаивает на условности таких понятий, как «мужское» и «женское». Эти категории объявляются пустыми, как и всё, что наполняет видимый мир. Помимо прочего, можно встретить мнение, что женщины более способны к буддийским духовным практикам, чем мужчины.
Подобная неоднозначность рождает множество споров относительно не только места женщины в буддизме, но и касательно феминизма в буддизме. Активным критиком буддийского феминизма выступает Джин Бирн, которая в своей статье «Почему я не буддийская феминистка?» последовательно критикует феминистские тенденции в буддизме. Бирн полемизирует с теми, кто ставит знак между буддизмом и феминизмом, настаивая на том, что буддийская история и традиция полна примерами дискриминации женщин.
В отличие от Бирн, Рита Гросс, одна из крупнейших теоретиков буддийского феминизма, заявляет, что «буддизм» и «феминизм» всегда имели точки соприкосновения. Она отмечает, что в этом кроется преимущество буддизма, который в своей сущности оказывается предрасположен к гендерному равенству. Работы Риты в основном ориентированы на буддистов в западных странах, однако она отмечает, что буддистский феминизм не должен имитировать европейский подход к правам человека. Буддизм, с её точки зрения, уже оснащён инструментами для достижения социального равенства и справедливости.

## Рукоположение женщин

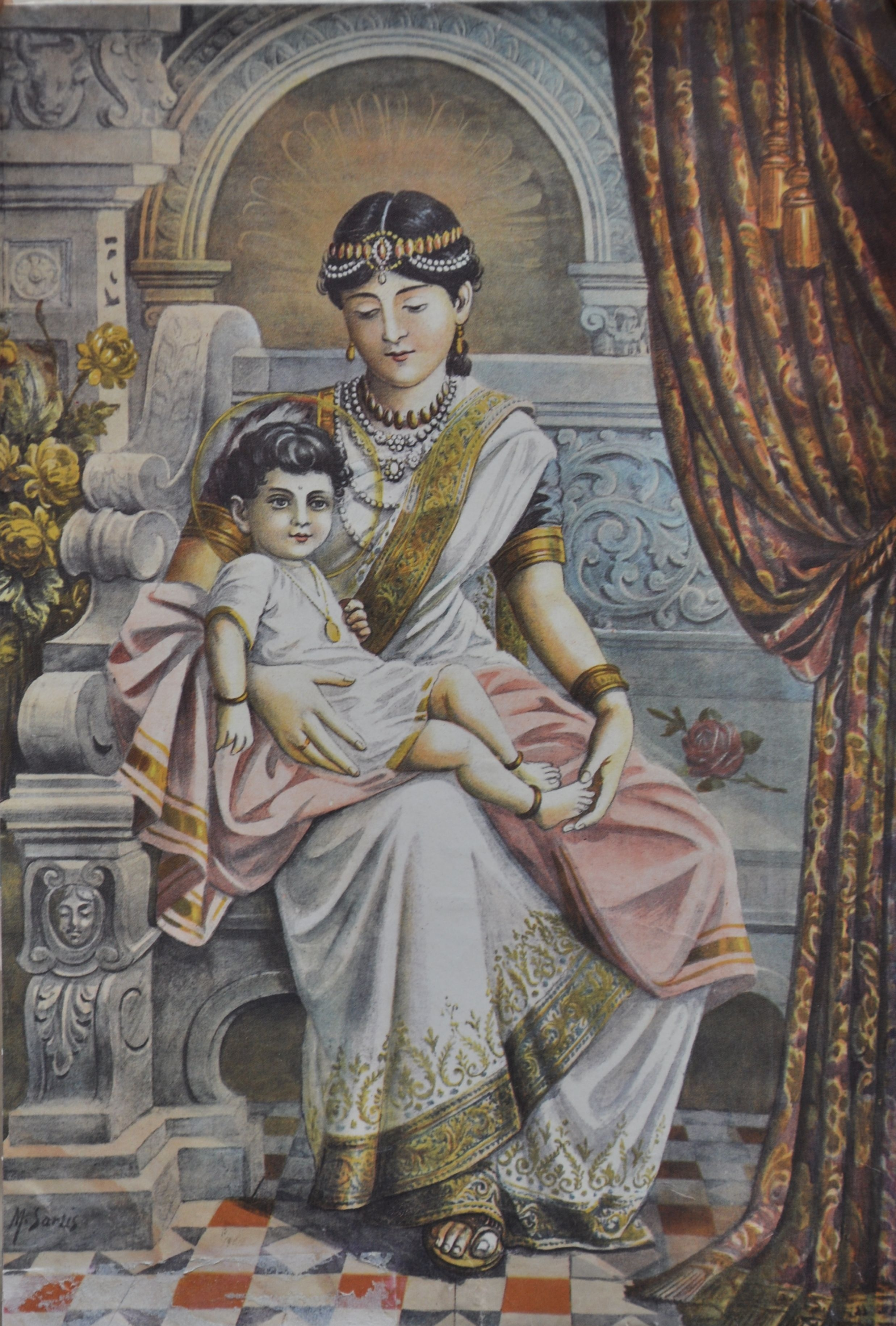
Махападжапати Готами, первая бхикшуни, с маленьким Буддой на руках.

Вопрос о рукоположении имеет первостепенное значение, поскольку он непосредственно влияет на возможность достигать равного правового и ритуального статуса в буддийских монашеских общинах.
В V веке до н. э. в Индии Махапраджапати Готами стала первой рукоположенной женщиной в мире. Сегодня, более чем через 2500 лет женское рукоположение является одной из основных гендерных проблем, обсуждаемых в буддизме. Начиная с XI и XII веков, полное посвящение монахинь, где оно к тому времени существовало, было прекращено. Сегодня рукоположение монахинь сохранилось только в восточноазиатском буддизме, в основном в Китае, Корее и Вьетнаме. Однако даже там гендерное равенство не отражено в полной мере, что резко контрастирует с представлениями Запада о том, что буддизм лучше сочетается с демократическими принципами и современной западной жизнью. К настоящему времени западные буддистские общины начали осознавать, что с переносом буддизма на Запад, туда параллельно проникает и древняя иерархическая модель социальной структуры, которая предполагает классическую буддийскую иерархию подчинения женщины мужчине.
Более того, некоторые буддисты верят, что только при соблюдении принципа старшинства и гендерного подчинения буддийское сообщество будет находиться в гармонии, а учение Будды будет процветать. Это означает, что каждая попытка поставить под сомнение эту иерархию рассматривается как угроза для существования Сангхи и угроза для самого буддизма.
Из-за глобализации идеи о полном посвящение монахинь и гендерном равенстве в религии вышли за рамки западных дискуссий, а вопрос о равноправии в буддийских общинах был включён в список актуальных тем азиатского буддизма. Таким образом, рост международного движения буддийских женщин в 1970-е и 1980-е годы привёл к восстановлению орденов буддийских монахинь на Шри-Ланке, где оно прекратилось в XI и XII веках. Первые рукоположения женщин на Шри-Ланке проходили в 1988 году. Затем в 1996 году с участием местных ланкийских монахов от Общества Махабодхи последовали рукоположения женщин в Сарнатхе, Индия. Это было отправной точкой в возрождении женских монашеских орденов.
Несмотря на сильное сопротивление со стороны ряда консервативных буддийских монахов, подобное движение началось в Таиланде и Бирме, а также среди тибетско-буддийских общин в Индии. Хотя количество полностью рукоположенных монахинь невелико по сравнению с количеством полностью рукоположенных монахов, но оно продолжает расти. Однако несмотря на это, большинство буддийских общин по-прежнему сохраняют приверженность к традиционной иерархии.

## «Сакьядхита» Международная ассоциация буддийских женщин
Международная ассоциация буддийских женщин «Сакьядхита» (в переводе означает «дочери Будды») была основана в 1987 году в Бодхгайе, Индия. Основной целью этой организации является достижение равноправия в буддизме. Основываясь на высказывании Будды о равенстве духовного потенциала мужчин и женщины, члены организации выдвигают следующие цели «Сакьядхиты»:
- Создать международный союз женщин-буддисток;
- Улучшить положение женщины в мире, как в духовной, так и в материальной сфере;
- Вести деятельность для обеспечения реального равноправия женщин и мужчин в буддийском образовании и воспитании, ведомственных структурах и посвящениях в духовный сан;
- Поддерживать гармонию и диалог между представителями буддийских традиций и других религий;
- Поощрять исследования и публикации, направленные на изучение положения женщин-буддисток;
- Воспитывать сострадание и вести социальную деятельность для пользы человечества;
- Поддерживать мир во всем мире через учение Будды;

## Галерея

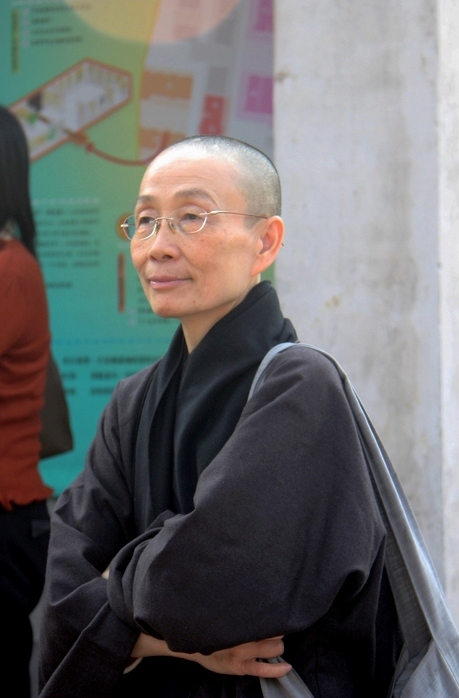
Бхикшуни
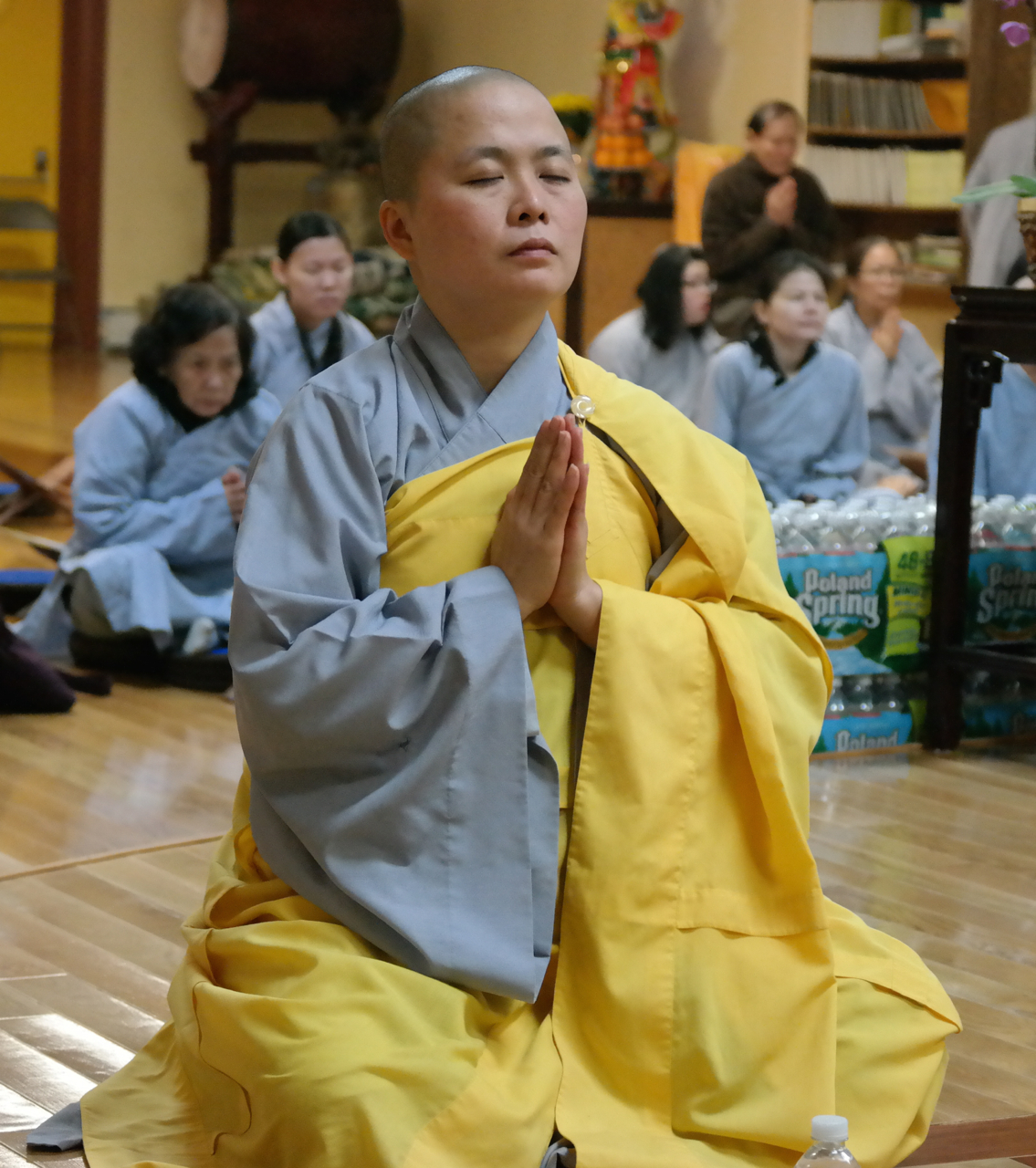
Монахиня